# Họ Khỉ đêm
Aotus là một họ động vật có vú trong bộ Linh trưởng. Họ này được Elliot miêu tả năm 1913.

## Hình ảnh

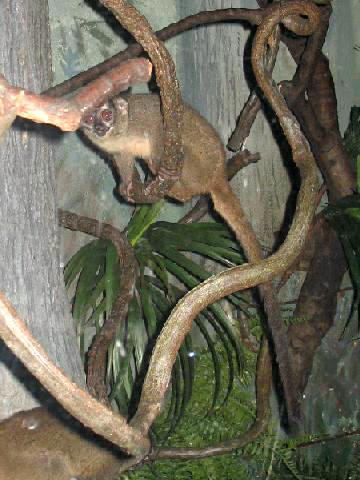

## Phân loại
- Aotus azarai
- Aotus brumbacki
- Aotus hershkovitzi
- Aotus infulatus
- Aotus lemurinus
- Aotus miconax
- Aotus nancymaae
- Aotus nigriceps
- Aotus trivirgatus
- Aotus vociferans
- Aotus zonalis